# One Cold Winter's Night (DVD)
One Cold Winter's Night è il primo DVD dei Kamelot, una band power metal che ha registrato anche 9 album in studio.

## Il disco
Il DVD è stato filmato l'11 febbraio 2006 al Rockefeller Musichall di Oslo, in Norvegia, con la regia di Patric Ullaeus e l'utilizzo di ben 18 telecamere.
Il titolo del DVD riprende una canzone degli stessi Kamelot, On the Coldest Winter Night, contenuta nell'album del 2003 Epica.

## Tracce

### DVD 1
1. Intro: "Un Assassinio Molto Silenzioso"
2. The Black Halo
3. Soul Society
4. The Edge of Paradise
5. Center of the Universe
6. Nights of Arabia
7. Abandoned
8. Forever
9. Keyboard Solo
10. The Haunting (Somewhere in Time)
11. Moonlight
12. When the Lights Are Down
13. Elizabeth (parts I, II & III)
14. March of Mephisto
15. Karma
16. Drum Solo
17. Farewell
18. Curtain Call/Outro

### DVD 2
1. HaloVision with Khan
2. Up Close with Thomas Youngblood at home
3. Casey Grillo at ddrum
4. Up Close Interview with Casey Grillo at home
5. Up Close with Oliver Palotai
6. Interview with Simone Simons from the band Epica
7. The Haunting (video)
8. March of Mephisto (video)
9. March of Mephisto (uncensored video)
10. Serenade (video)
11. March of Mephisto (Live at Sweden Rock 2006)
12. Making of "The Haunting"
13. Photo Gallery including 2 slide shows of concert photos and band's private photos
14. Band Member Biographies and Top 5's
15. Discography

## Formazione
- Roy Khan - voce
- Thomas Youngblood - chitarra
- Glenn Barry - basso
- Casey Grillo - batteria
- Oliver Palotai - tastiere

## Partecipazioni
Durante il concerto la band si è avvalsa della partecipazione di numerosi altri artisti, con cui ha collaborato anche in passato, tra cui:
- Simone Simons nella canzone The Haunting (Somewhere in Time);
- Mari Youngblood nelle canzoni Center of the Universe, Abandoned ed Elizabeth parts I, II & III;
- Elisabeth Kjærnes nelle canzoni Nights of Arabia e March of Mephisto;
- Sascha Paeth come chitarrista nella canzone Moonlight;
- Snowy Shaw nella canzone March of Mephisto